# تشن تشونغ
تشن تشونغ (بالصينية: 陈中) (من مواليد 22 نوفمبر 1982) هي لاعبة تايكوندو من الصين.
شاركت في دورة الألعاب الآسيوية 2006 في الدوحة، قطر.

## روابط خارجية
- تشن تشونغ على موقع TaekwondoData.com (الإنجليزية)
- تشن تشونغ على موقع أوليمبيديا (الإنجليزية)
- تشن تشونغ على موقع اللجنة الأولمبية الصينية (الإنجليزية)